# Whittingham (Northumberland)
Whittingham è un villaggio e parrocchia civile dell'Inghilterra, appartenente alla contea del Northumberland.